# Quadrille d'amour (film, 1935)
Pour les articles homonymes, voir Quadrille d'amour.
Pour plus de détails, voir Fiche technique et Distribution.
Quadrille d'amour est un film français réalisé par Richard Eichberg et Germain Fried en 1934 et sorti en 1935. 

## Fiche technique
- Titre  : Quadrille d'amour
- Co-réalisation : Richard Eichberg et Germain Fried
- Scénario : adaptation de l'opérette de Michaël Eisemann (Mihály Eisemann) et de Ladislaus Szilagyi (László Szilágyi) - Jacques Natanson (dialogues et scénario)
  - Co-scénaristes : Charles Marina  et Jacques Théry
- Photographie : Roger Hubert
- Musique : Hans Sommer et Jean Nohain
  - Lyrique : J'aime tout ce qu'il aime et Trois jours, chansons interprétées par Danielle Darrieux[1] et Pierre Mingand (auteurs : Jean Nohain et Michaël Eisemann)
- Production : Romain Pinès,  Pierre O'Connell
- Société(s) de production : S.I.C. - Société Internationale Cinématographique
- Société(s) de distribution :
- Pays de production :  France
- Langue originale : français
- Format :  Noir et blanc - 1,37:1 - 35 mm - Son mono
- Genre : Comédie
- Durée : 95 minutes
- Date de sortie :	
  - France  : 25 janvier 1935

## Distribution
- Mady Berry : La tante Eugénie
- Pierre Brasseur : Robert Lanclot
- Irène de Zilahy :	Irène
- Pierre Mingand : Georges Mallet
- Simone Héliard : Suzy
- Marcel Carpentier : Grevenelle
- Roger Dann : Le camarade de Georges
- Charlotte Dauvia : La chanteuse
- Anthony Gildès : Le speaker
- Jean Gobet : Le camarade de Georges
- Philippe Janvier : Le camarade de Georges
- Anna Lefeuvrier
- Pitouto : Le camelot
- Georges Saillard : Le gérant de l'hôtel

## Autour du film
- Le tournage a débuté le 3 septembre 1934.